# 団防局
団防局（だんぼうきょく、英語: District Watch Force）は、かつてイギリス領香港に存在した治安組織。1866年に設置され、1941年の日本軍の侵攻による香港陥落により解散した。組織は総登記官（後の華民政務司。現在は民政事務局局長にあたる）の監督下にあった。団防局は華人を主体としており、その目的は香港警察の警察力不足を補うことにあった。

## 歴史
団防局は初期において、中環および上環周辺の更練（地域警備）や巡邏を任務としていた。
1880年、韋宝珊が団防局局紳に就任した。1891年以前は団防局の局紳はその全員が華人であったものの、局紳には華人の意見を反映させられるだけの権力が不足していた。韋宝珊の強い支持を背景として、当時総登記官であったジェームズ・スチュワート・ロックハートは1891年に団防局の再編を進め、団防局局紳の諮問的役割を確保するために団防局委員会を設置することを提唱した。韋は在任中に5人の総登記官に仕え、一貫して香港警察と緊密な協力関係を維持し、このことは団防局の発展に大きく貢献した。1918年に韋が退任するまで、団防局は発展し・更練の規模も拡大し続けた。1910年以降、同局の管轄地域は半山区にまで拡大した。
1917年より、団防局の局紳には東華医院や保良局も元理事も加わり、華人コミュニティ内で大きな存在感を示した。1920年、韋宝珊は香港政庁から団防局の顧問に任命され、亡くなるまで務めた。1941年に香港が陥落すると、団防局の業務は終了を余儀なくされた。